# Boxcar Racer – Boxcar Racer
Boxcar Racer – debiutancki i jak dotąd jedyny album poppunkowego zespołu o tej samej nazwie Box Car Racer. Wydany został w 2002 roku.

## Lista utworów
1. i feel so (4:29)
2. all systems go (3:15)
3. watch the world (3:52)
4. tiny voices (3:28)
5. cat like theif (4:20)
6. and i (3:12)
7. letters to god (3:17)
8. sorrow (3:27)
9. there is (3:17)
10. the end with you (3:11)
11. elevator (2:45)
12. instrumental (1:58)